# Blidstrup (herregård)
Blidstrup herregård er en gammel herregård i landsbyen Blidstrup på det sydlige Mors i Limfjorden.

## Historie
Valdemar Skram købte gården i 1662, og den blev derved en herregård.[kilde mangler]
- I 1771 købte Christen Christensen Staunstrup Riis gården af Thomas Lund, som måtte sælge den på grund af økonomiske vanskeligheder.[1] Christen Christensen Staunstrup Riis blev den første der forenede hele 178 Tdr. hartkorn (jord) under Blidstrup herregård, hvor herregården før kun har været på omkring 36-42 Td. Hrtk. Gården blev dog ved med at udvide sig under 3.generation af Riis-familien, så da sønnen, Jens Christensen Staunstrup Riis, købte det hele for 13.990 rigsdaler, var hele gården på 282 Td. Hrtk.
- I 1868 arvede Poul Knudsen hele herregården, og han opbyggede herregårdens hovedbygning som den er i dag. Poul Knudsen var på det tidspunkt en meget velhavende mand, som ejede flere godser, og i sin samtid blev kaldt Kongen af Mors[2].
- I 1905 arvede Johan Christian Severin Knudsen herregården, Sønnerne Christian Riis-Knudsen og Johan Knudsen levede højt og flot på arven fra Poul Knudsen. Christian brugte betydelige summer på Dagmar Teatret i København, og kunstnere og kulturpersonligheder flokkedes på Blidstrup.[kilde mangler]
- I 1922 brændte avlsbygningerne, og i 1923 blev 430 tønder land af Blistrups jord udstykket i 23 lodder på 11-21 tønder land. Jorden blev overtaget uden købesum, men i stedet skulle der betales afgift til Staten hvert år. Husmandsstederne ligger der stadig i lige rækker ud til vejen den dag i dag.[kilde mangler]
- I 1946 købte Ejnar Stagstrup Blidstrup herregård og drev den som et afholdshotel.[kilde mangler]
- I 1960 blev ejendommen overtaget af en gruppe mennesker med tilknytning til Indre Mission og KFUM og KFUK i Danmark. De foretog store ombygninger og startede i 1962 Blidstrup efterskole.[3] Efterskolen var i drift indtil 1. jule 2024, hvor den grundet lavt elevtal og likviditet måtte lukke.[4]

## Hovedbygningen
Bildstrup's hovedbygning er den eneste originale bygning som er tilbage efter branden i 1923. Den er bygget i 1875—76, opført i røde teglsten med 3 fløje med takkede gavle og et tårn med spir og ur midt for hovedfløjen.

## Tidligere ejere
- 1410 - Terkel Jensen[5]
- 1435 - Henrik Eriksen
- 1457 - Henrik Eriksen's enke Karine Nielsdatter Krabbe
- 1500 - ? (måske i kloster eller kirke eje) Vinderup Egnshistoriske Forening
- 1662 - Valdemar Skram
- 1685 - Fru Margrethe Reedtz
- 1697 - Poul Hansen Tanche
- 1705 - Etatsråd Poul von Klingenberg[6]
- 1723 - Etatsråd Frederik Christian Poulsen von Klingenberg (1704-1750, søn af Poul Klingenberg)
- 1750 - Anna Cathrine von Bülow og oberst Philip Gotfred von Samitz
- 1763 - Thomas Thomsen Lund [7]
- 1771 - Christen Christensen Staunstrup Riis købt for 13.871 rigsdaler (far til Jens Christensen Staunstrup Riis) [8]
- 1780 - Jens Christensen Staunstrup Riis (søn af Christen Christensen Staunstrup Riis) [9]
- 1824 - Christen Riis (svigerfar til Poul Knudsen)
- 1868 - Poul Knudsen (stedfar for Johan Christian Severin Knudsen) [10]
- 1905 - Johan Christian Severin Knudsen [11]
- 1923 - udstykket i 23 lodder og solgt
- 1946 - Ejnar Stagstrup køber hovedbygningen[12]
- 1962 - 2024 Blidstrup Efterskole